# Северо-шведская лошадь
Северо-шведская порода лошадей, шве́дка — подпорода норийского типа лошадей. По сложению масти и другим особенностям весьма схожа с клеппером, но легко различима по росту — до 3 вершков[уточнить]. Преобладающие масти рыжая, караковая и буланая. Имеет красивые, округлые формы, сухие жилистые конечности, с небольшими щетками и крепкой бабкой, очень крепкую выносливую организацию и быстрый бег. В России получила большую или меньшую самостоятельность. Эти хорошо сложенные, крепкие и быстрые лошади разводятся в Финляндии и Прибалтике. Ценная порода для сельскохозяйственных работ и для городской езды.